# الک استاک
الک استاک (انگلیسی: Alec Stock؛ ۳۰ مارس ۱۹۱۷ – ۱۶ آوریل ۲۰۰۱) یک بازیکن فوتبال، و سرمربی (فوتبال) اهل بریتانیا بود.